# Abirami Apbai Naidu
Abirami Apbai Naidu (* 24. Oktober 1983) ist eine singapurische Fußballschiedsrichterin.
Seit 2009 steht sie auf der Liste der FIFA-Schiedsrichter und leitet internationale Fußballspiele.
Bei der Asienmeisterschaft 2014 in Vietnam leitete Apbai Naidu zwei Spiele in der Gruppenphase.
Im Jahr darauf wurde Apbai Naidu für die Weltmeisterschaft 2015 in Kanada nominiert. Bei dieser wurde sie jedoch nur als Vierte Offizielle eingesetzt.
Bei der Asienmeisterschaft 2022 in Indien pfiff Apbai Naidu ein Gruppenspiel.
Zudem war sie bei der U-20-Weltmeisterschaft 2012 in Japan im Einsatz und leitete hierbei drei Spiele.